# 张子仪 (动物营养学家)
张子仪（1925年3月4日—2022年3月23日），男，山西临猗人，中国畜牧学家，中国工程院院士。

## 生平
1952年8月，张子仪从日本回国。“六五”至“九五”期间，张子仪主持或参加了多项国家、部级攻关项目，是动物营养学会的创立者之一。
1997年，当选为中国工程院院士。
2022年3月23日于北京去世。

## 学术贡献
先后培养硕士生8名，博士生15名，出版专著28部，发表论文260余篇。